# CSI: New York
CSI: NY (Crime Scene Investigation: New York) är den andra spin off-serien av tv-serien CSI: Crime Scene Investigation från CSI-franchisen. Den utspelar sig i New York istället för Las Vegas som originalserien. Serien har en liknande uppbyggnad som CSI, med ett team av kriminaltekniker som löser brott. I denna serie är det den fiktiva karaktären Mac Taylor som leder teamet. CBS förnyade 13 maj 2012 serien med en nionde säsong.
Serien avslutade sin nionde säsong den 22 februari 2013. Den 10 maj 2013 blev det klart att det inte blir någon tionde säsong.

## Rollista
| Karaktär                | Skådespelare       | Säsonger |
| ----------------------- | ------------------ | -------- |
| Det. Mac Taylor         | Gary Sinise        | 1 - 9    |
| Det. Stella Bonasera    | Melina Kanakaredes | 1 - 6    |
| Det. Danny Messer       | Carmine Giovinazzo | 1 - 9    |
| Det. Lindsay Monroe     | Anna Belknap       | 2 - 9    |
| Dr. Sid Hammerback      | Robert Joy         | 2 - 9    |
| Det. Dr. Sheldon Hawkes | Hill Harper        | 1 - 9    |
| Adam Ross               | A.J Buckley        | 2 - 9    |
| Det. Don Flack          | Eddie Cahill       | 1 - 9    |
| Det. Aiden Burn         | Vanessa Ferlito    | 1 - 2    |
| Det. Jo Danville        | Sela Ward          | 7 - 9    |